# قلعة برغام
قلعة برغام هي مبنى من القرون الوسطى يبعد حوالي 2 ميل (3.2 كـم) جنوب شرق بنريث، كمبريا، إنجلترا. تم تأسيس القلعة بواسطة روبرت الأول دي فيوكسبونت في أوائل القرن الثالث عشر. تم اختيار الموقع، بالقرب من التقاء النهرين، إيمونت ولوثر، لحصن روماني يسمى بروكافوم. القلعة مع الحصن نصب تذكاري مقرر: «قلعة بروغام الرومانية وقلعة بروغام».
كانت القلعة في شكلها الأول تتكون من رصيف حجري، مع سياج محمي بضفة ترابية وسور خشبي. عندما تم بناء القلعة، كان روبرت دي فيوكسبونت أحد اللوردات الوحيدين في المنطقة الموالين للملك جون. كانت عائلة فيوكسبونتس عائلة قوية تمتلك الأراضي في شمال غرب إنجلترا، والتي كانت تمتلك أيضًا قلاع أبليبي وبرو. في عام 1264، أُعلن حفيد روبرت دي فيوكسبونت، المعروف أيضًا باسم روبرت، خائنًا، وصادر هنري ممتلكاته. ثالثا. أعيدت قلعة بروجهام والعقارات الأخرى في النهاية إلى عائلة فيوكسبونت، وظلت في حوزتهم حتى عام 1269، عندما انتقلت العقارات إلى عائلة كليفورد عن طريق الزواج.
مع اندلاع حروب الاستقلال الاسكتلندي، في عام 1296، أصبحت بروهام قاعدة عسكرية مهمة لروبرت كليفورد، البارون الأول دي كليفورد. بدأ في إعادة تحصين القلعة: تم استبدال الدفاعات الخارجية الخشبية بجدران حجرية أقوى وأكثر إثارة للإعجاب، وأضيفت بوابة حجرية كبيرة. كانت أهمية بروغام وروبرت كليفورد كبيرة لدرجة أنه في عام 1300 استضاف الملك إدوارد الأول ملك إنجلترا في القلعة. أُعدم روجر كليفورد، نجل روبرت، كخائن في عام 1322، وانتقلت ممتلكات العائلة إلى ملك إنجلترا إدوارد الثاني، على الرغم من إعادتهم بمجرد أن أصبح ابنه إدوارد الثالث ملكًا. كانت المنطقة في كثير من الأحيان في خطر من الاسكتلنديين، وفي عام 1388، تم الاستيلاء على القلعة ونهبها.

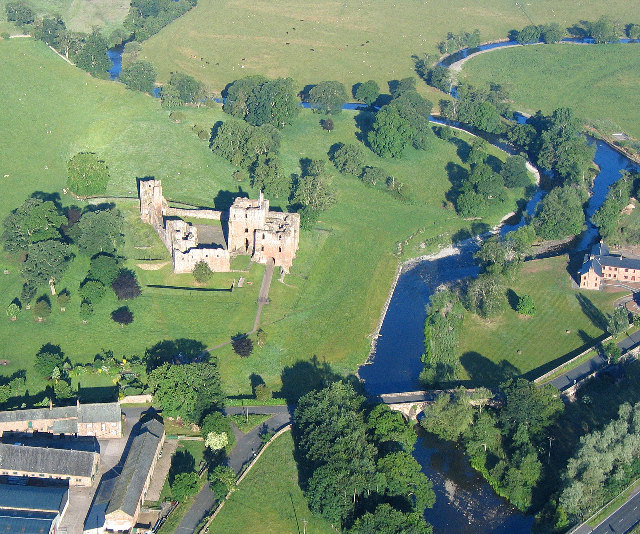
بُنيت قلعة برغام في الجزء الشمالي من حصن روماني ، بالقرب من ملتقى نهر إيمونت ونهر لوثر.

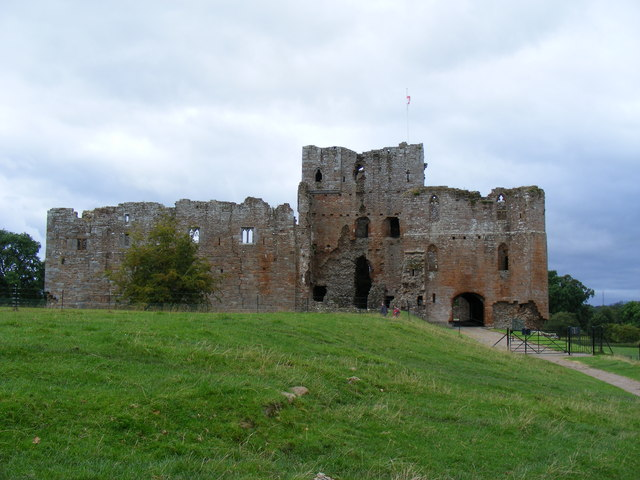
شرق قلعة برغام. تم بناء بوابة الحراسة (على اليمين) بواسطة روبرت كليفورد ، وكذلك الجدار الحجري الذي يحيط بالقلعة. تعتبر الحراسة المجاورة لبيت الحراسة بمثابة البقاء على قيد الحياة منذ أن أسس روبرت دي فيوكسبونت قلعة بروجهام.

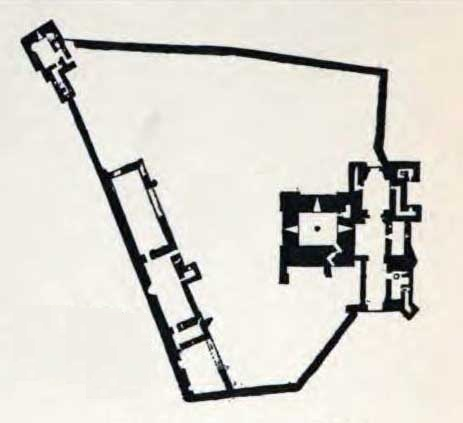
مخطط قلعة بروغام